# لوبایشاو
لوبایشاو (به آلمانی: Löbichau) یک شهر در آلمان است که در اتنبرگر لند واقع شده‌است. لوبایشاو ۱٬۱۴۰ نفر جمعیت دارد.